# غزل (فیلم ۱۳۸۰)
غزل فیلمی به کارگردانی محمدرضا زهتابی و نویسندگی محمدرضا زهتابی، فریدون فرهودی محصول سال ۱۳۸۰ است.

## بازیگران
- یوسف مرادیان
- علی قربان زاده
- حدیث فولادوند
- نیما فلاح
- لیدا جوادی
- غلامرضا طباطبایی
- شمسی فضل الهی
- زهره حمیدی
- پروین سلیمانی
- فرخ‌لقا هوشمند
- هما خاکپاش
- فرهاد خانمحمدی
- ابراهیم تفرشی
- ترگل قمی
- رضا قمی
- داوود روح بخش
- هوشنگ دیبائیان
- نیلوفر دوستی
- رامبد شکرآبی